# John Robbie
Pour les articles homonymes, voir Robbie.
John Robbie, né le 17 novembre 1955, est un ancien joueur de rugby à XV qui a évolué avec l'équipe d'Irlande au poste de demi de mêlée. 
Il a évolué avec le club de Greystones RFC.

## Carrière
Il a disputé son premier test match, le 4 novembre 1978 contre l'équipe de Nouvelle-Zélande. Son dernier test match fut contre l'équipe du pays de Galles, le 15 mars 1980.
Il a joué un test match avec les Lions britanniques, en 1980 (Afrique du Sud).

## Palmarès

### Avec l'équipe d'Irlande
- 9 sélections
- 9 points, 3 pénalités
- Sélections par années : 3 en 1976, 2 en 1977, 4 en 1981
- Tournois des Cinq Nations disputés: 1976, 1977, 1981

### Avec lesLions britanniques
- 1 sélection avec les Lions britanniques
- Sélection par année : 1 en 1980 ( Afrique du Sud)